# 維納斯神廟

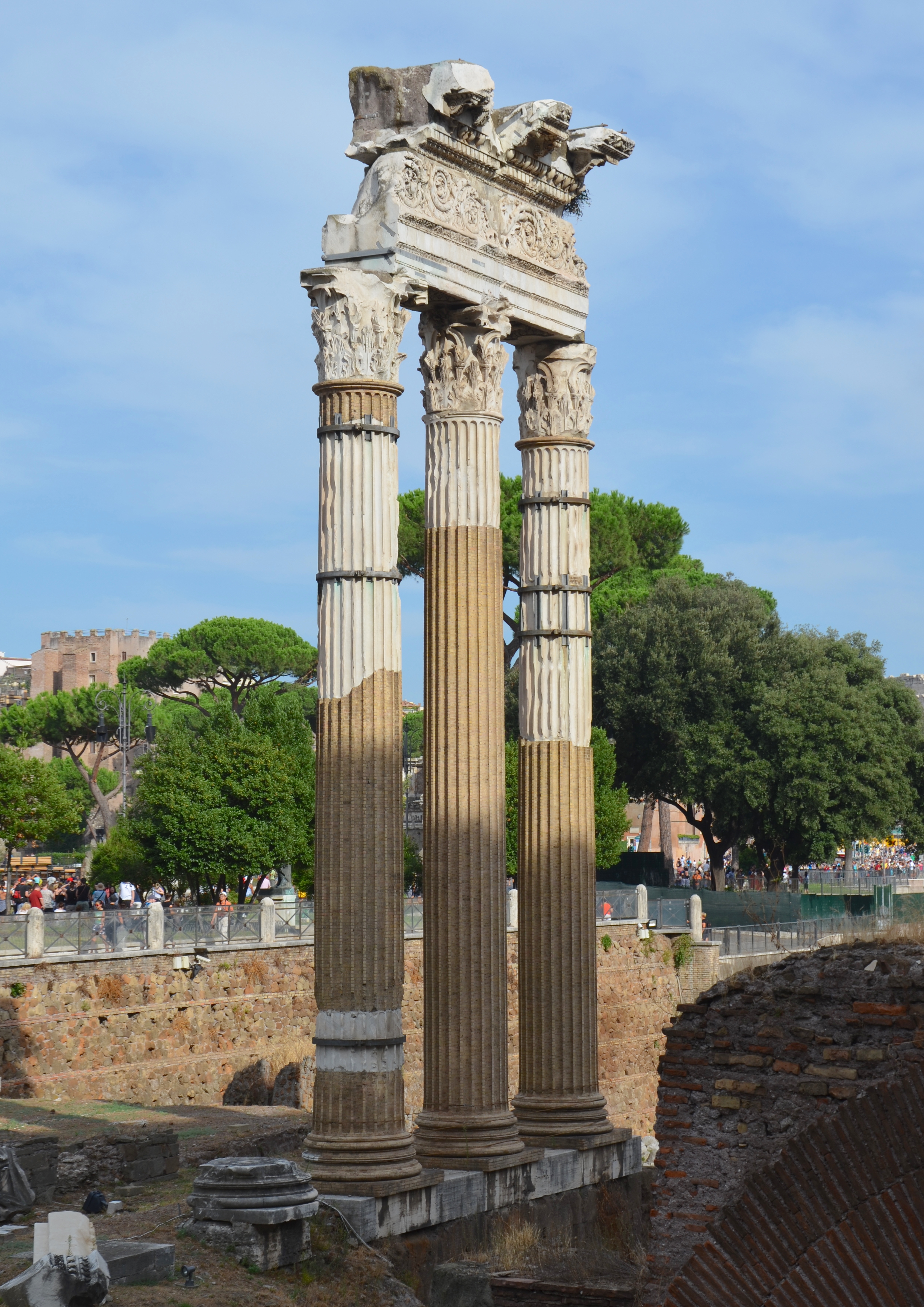

維納斯神廟（拉丁語：Templum Veneris Genetricis）是位於羅馬凱撒廣場的一座古羅馬神廟遺跡。這座神廟奉獻給古羅馬女神維納斯，由尤利烏斯·凱撒在西元前46年9月26日獻給維納斯母神。神廟的柱子是科林斯式柱。